# Discoclaoxylon pedicellare
Discoclaoxylon pedicellare är en törelväxtart som först beskrevs av Johannes Müller Argoviensis, och fick sitt nu gällande namn av Ferdinand Albin Pax och Käthe Hoffmann. Discoclaoxylon pedicellare ingår i släktet Discoclaoxylon och familjen törelväxter.
Artens utbredningsområde är Bioko. Inga underarter finns listade i Catalogue of Life.